# Dvärgbi
Dvärgbi (Apis florea) är en art i insektsordningen steklar som tillhör familjen långtungebin, och en nära släkting till det vanliga honungsbiet. Det finns i södra Asien.

## Beskrivning
Dvärgbiet påminner i mycket om det vanliga honungsbiet (A. mellifera] med sådana likheter som en gadd med hullingar, förvaringsceller av bivax, samma typ av drottninggelé och ett dansspråk med vilket ett bi som hittat en nektarkälla visar avståndet och riktningen till denna för de övriga arbetarna. Bina dansar emellertid på bikakans horisontella fundament (det vill säga toppen, eftersom boet hänger ner från en gren), ej på den vertikala ytan, till skillnad från många andra honungsbin. Arten är dessutom, som namnet antyder, ett mycket litet honungsbi, släktets minsta. Arbetarna är mellan 7 och 8 mm långa och med en medelvikt av drygt 30 mg. Arten är mycket fredlig; dessutom med en gadd som ofta är för liten för att användas mot människor och andra större djur..

## Ekologi
Boet är öppet och hänger från en busk- eller trädgren. Det har en enda, öppen bikaka som skyddas av flera lager av bin (något som är sällsynt bland honungsbina, även om det förekommer bland vissa andra asiatiska arter). Det placeras därtill i tät vegetation, vilken tjänar som ett ytterligare skydd mot fiender. Specifikt som ett försvar mot myran Oecophylla smaragdina täcker bina dessutom grenen som boet hänger från med klibbig växtsav.
Dvärgbiet lever i tropiska skogar, jordbruksbygder och, i Sydöstasien, även i mindre samhällen.

## Utbredning
Arten finns från Oman, Iran, över Pakistan, den indiska subkontinenten och Sri Lanka till Indonesien i öst. Den går inte norr om Himalaya, och sällan högre än 1 500 m.